# Aleksandra Zawadzka
Aleksandra Sabina Zawadzka, primo voto Jarnecka (ur. 11 grudnia 1931 w Wołominie, zm. 2 grudnia 2016) – polska polityk, posłanka na Sejm PRL, inżynier mechanik.

## Życiorys
Córka Bronisława i Aleksandry. W latach 1950–1951 pracowała w Stoczni Gdańskiej. W 1951 przeniosła się do Warszawy, gdzie była kontystką w Biurze Dokumentacji Technicznej, a także od 1952 studentką Wydziału Technologiczno-Konstrukcyjnego Politechniki Warszawskiej. Po ukończeniu studiów w 1956 została konstruktorem w Zakładach Metalowych im. gen. Waltera w Radomsku. Od 1961 pracowała jako starszy technolog w Fabryce Maszyn Górniczych w Piotrkowie Trybunalskim. W 1964 wstąpiła do PZPR, gdzie zasiadała m.in. w Komitecie Wojewódzkim w Łodzi. Posłanka na Sejm PRL VI kadencji (1972–1976), wybrana z okręgu 48 (Piotrków Trybunalski). Członek dwóch komisji sejmowych: nauki i postępu technicznego oraz budżetu i finansów.